# Porcullosoma jaujense
Porcullosoma jaujense är en mångfotingart som först beskrevs av Kraus 1955.  Porcullosoma jaujense ingår i släktet Porcullosoma och familjen orangeridubbelfotingar. Inga underarter finns listade i Catalogue of Life.